# Simmersfeld
Simmersfeld är en kommun och ort i Landkreis Calw i regionen Nordschwarzwald i Regierungsbezirk Karlsruhe i förbundslandet Baden-Württemberg i Tyskland.
Kommunen ingår i kommunalförbundet Altensteig tillsammans med staden Altensteig och kommunen Egenhausen.